# Барнард, Артур
А́ртур Ба́рнард (англ. Arthur Barnard; 10 марта 1929, Сиэтл, Вашингтон — 1 мая 2018, Ла-Холья, Калифорния) — американский легкоатлет, специалист по бегу с барьерами. Выступал за сборную США по лёгкой атлетике в начале 1950-х годов, бронзовый призёр летних Олимпийских игр в Хельсинки в программе бега на 110 метров с барьерами.

## Биография
Артур Барнард родился 10 марта 1929 года в Сиэтле, штат Вашингтон, США.
Серьёзно заниматься бегом начал во время учёбы в старшей школе в Ла-Холье — регулярно принимал участие в различных школьных соревнованиях, в частности на чемпионате Калифорнии 1947 года завоевал серебряную медаль в беге на 120 ярдов с барьерами. Впоследствии поступил в Университет Южной Калифорнии, где так же являлся членом студенческой легкоатлетической команды. 
Проходил службу в Военно-морских силах США. Состоял в городском легкоатлетическом клубе Лос-Анджелеса.
В 1951 году занял третье место в чемпионате Национальной ассоциации студенческого спорта. Установил личный рекорд в беге на 110 метров с барьерами, преодолев дистанцию за 14,1 секунды.
Пик его спортивной карьеры пришёлся на 1952 год, когда он финишировал пятым на чемпионате США по лёгкой атлетике и показал третий результат на олимпийском отборочном турнире Соединённых Штатов в Лос-Анджелесе. Благодаря этим удачным выступлениям вошёл в основной состав американской национальной сборной и удостоился права защищать честь страны на летних Олимпийских играх в Хельсинки — в итоге в беге на 110 метров с барьерами завоевал бронзовую олимпийскую медаль, уступив в финале только своим титулованным соотечественникам Харрисону Дилларду и Джеку Дэвису.
После хельсинкской Олимпиады Барнард ещё в течение некоторого времени оставался действующим спортсменом, входил в десятку мирового рейтинга сильнейших барьеристов, в частности в 1954 году установил личный рекорд в беге на 400 метров с барьерами, показав время 53,9 секунды.
Завершив спортивную карьеру, работал в Пожарном департаменте Сан-Диего. Воспитал двоих сыновей и двух пасынков.
Умер ненасильственной смертью 1 мая 2018 года в возрасте 89 лет.